# Sylvester (Virginie-Occidentale)
Pour les articles homonymes, voir Sylvester.
Sylvester est une ville américaine située dans le comté de Boone en Virginie-Occidentale.
Selon le recensement de 2010, Sylvester compte 160 habitants. La municipalité, créée le 11 avril 1952, s'étend sur 0,26 milles carrés (0,67 km2).